# جیا کارنگی
جیا ماری کارنگی (به انگلیسی: Gia Marie Carangi) (زاده ۲۹ ژانویه ۱۹۶۰ -مرگ ۱۸ سپتامبر ۱۹۸۶) مدل آمریکایی در اواخر دهه ۱۹۷۰ و اوایل دهه ۱۹۸۰ بود.برخی او را اولین سوپر مدل می دانند.او در مجله های مد از جمله چند نسخه از وگ و کازموپولیتن و همچنین در کمپین های تبلیغاتی خانه های مد مثل آرمانی ، کریستین دیور، ورساچه و ایو سن لوران ظاهر شد. معروفیت و محبوبیت او پس از اعتیاد وی به هروئین کم‌کم کمرنگ شد ولی در اواخر عمرش ترک کرد سرانجام در حالیکه فقط ۲۶ سال داشت، بر اثر ابتلا به بیماری ایدز و کتک خوردن از مردانی که قصد دزدیدن پول هایش را داشتند در ۱۰ صبح ۱۸ سپتامبر جان خود را از دست داد. وی یکی از اولین زن های معروفی است که بر اثر ابتلا به ایدز درگذشت.داستان زندگی او در فیلم تلویزیونی جیا با بازی آنجلینا جولی در سال ۱۹۹۸ توسط اچ بی او نمایش داده شد.

## زندگینامه
جیا کارنگی در فیلادلفیا متولد شد. او سومین و آخرین فرزند جوزف کارنگی رستوران دار و کیتلین کارنگی خانه دار بود.جیا دو برادر بزرگتر داشت و پدرش ایتالیایی و مادرش ایرلندی و ولزی تبار بود.جوزف و کیتلین زندگی زناشویی ناپایدار و خشونت آمیزی داشتند و در نهایت کیتلین زمانی که جیا ۱۱ ساله بود خانه را ترک کرد.جیا توسط خویشاوندان به عنوان کودکی لوس و خجالتی با عنوان «دختر مامانی» تعریف می شود در صورتی که او توجه مادرانه ای که می خواست را نداشت.جیا در دوران نوجوانی متوجه توجه دیگر دختران نوجوان به خود شد و با فرستادن گل با آن ها دوست شد.زمانی که او در دبیرستان آبراهام لینکلن تحصیل می کرد به گروه «بچه های بویی» ، یک گروه از طرفداران دیوید بویی که از عجیب و غریب و فریبنده بودن وی تقلید می کردند ، پیوست .جیا به دلیل انتخاب های مد دیوید بویی و بازی جنسی مبهم او و دوجنس گرا بودن مجذوب وی شد.اگرچه او با جامعه ی لزبین ارتباط داشت ولی نمی خواست سبک لزبین پذیرفته شده را بپذیرد.